# Die Polizeibeauftragte des Landes Brandenburg
Die Polizeibeauftragte des Landes Brandenburg ist ein Hilfsorgan des Landtags. Sie nimmt Beschwerden von Bürgerinnen und Bürgern bezüglich polizeilichen Handelns im Land Brandenburg entgegen. Sie bearbeitet zudem Eingaben von Polizeibediensteten. Generell fungiert sie als eine Art Ombudsperson und trägt zur Verbesserung der Transparenz und Kommunikation zwischen der Polizei und der Gesellschaft bei. Ein besonderes Merkmal dieser Institution ist ihr Fokus auf den Dialog u. a. auch durch Mediation.
Am 22. Februar 2023 wurde Inka Gossmann-Reetz (SPD) zur ersten Polizeibeauftragten des Landes Brandenburg vom Landtag Brandenburg gewählt. Am 22. März 2023 wurde sie ernannt und vereidigt.

## Aufgaben und Ziele
Die Aufgaben der Polizeibeauftragten des Landes Brandenburg umfassen die Bearbeitung von telefonischen, elektronischen oder postalischen Beschwerden und Eingaben, die ausschließlich die Tätigkeit der Polizei Brandenburg betreffen. Ziel ist es, Beschwerden sachlich und neutral zu prüfen und den Bürgerinnen und Bürgern sowie Polizeibediensteten eine unabhängige Anlaufstelle zu bieten.
Die Polizeibeauftragte des Landes Brandenburg stellt somit keine Interessensvertretung, wie z. B. interne Anlaufstellen der Polizei (Personalrat und Gewerkschaften), oder für Bürgerinnen und Bürger die z. B. Verbraucherzentrale Brandenburg oder auch Landesbeauftragte für den Datenschutz und für das Recht auf Akteneinsicht, dar. Weiterhin ist die Funktion in gewisser Art eine Ergänzung zum Petitionsausschuss des Landes. 
Übergreifend hat die oder der Polizeibeauftragte des Landes Brandenburg die Aufgabe, anhand der Beschwerden und Eingaben, aber auch durch Initiativrecht, strukturelle Fehlentwicklungen innerhalb der Polizei zu identifizieren und Empfehlungen zur Verbesserung der Arbeit der Polizei zu geben. Genauer: „[…] Fehler und Fehlverhalten in Einzelfällen zu erkennen und ihnen vorzubeugen beziehungsweise sie abzustellen sowie strukturelle Fragestellungen aufzuzeigen. Eine Zusammenarbeit mit wissenschaftlichen Institutionen unter Maßgabe dieser Ziele ist möglich.“
Die Polizeibeauftragte setzt sich zudem für den Vertrauensaufbau zwischen der Polizei und der Bevölkerung ein, indem sie als Mittlerin agiert und eine transparente Kommunikation zwischen den beteiligten Parteien fördert. Ihr Fokus liegt auf Aufklärung und Dialog, nicht auf der einseitigen Interessenvertretung einer bestimmten Gruppe oder Person.
Ein weiteres Ziel ist es, die Polizei im Hinblick auf den Umgang mit Beschwerden und die Wahrnehmung ihrer Arbeit durch die Gesellschaft zu sensibilisieren und eine kontinuierliche Reflexion der Polizeiarbeit zu ermöglichen.
Die Polizeibeauftragte legt der Präsidentin des Landtags jährlich zum 30. Juni einen Tätigkeitsbericht über das zurückliegende Jahr vor.

## Wahl und Amtszeit
Die oder der Polizeibeauftragte wird durch den Landtag des Landes Brandenburg gewählt. Die oder der Gewählte ist von der Präsidentin oder dem Präsidenten des Landtages zu ernennen. Die Amtszeit beträgt sechs Jahre. Die zweimalige Wiederwahl ist möglich (BbgPBG §12 Abs. 3).

## Rechtsstellung
Die Polizeibeauftragte des Landes Brandenburg ist eine unabhängige Stelle. Sie unterliegt keiner Weisungsbefugnis und agiert unabhängig, was ihre Neutralität bei der Bearbeitung von Beschwerden oder Eingaben gewährleistet. Die Institution ist nicht für die strafrechtliche oder disziplinarrechtliche Verfolgung von Polizeibeamten zuständig, sondern konzentriert sich auf die Prüfung der polizeilichen Arbeit aus einer zivilgesellschaftlichen Perspektive.
Die Institution ist keine Rechtsberatung, keine Interessensvertretung und stellt auch keine gerichtliche Begleitung.

## Geschichte
Die Institution der Polizeibeauftragten des Landes Brandenburg wurde im Jahr 2023 ins Leben gerufen und spiegelt den bundesweiten Trend wider, unabhängige Kontrollmechanismen für die Polizei zu schaffen. Die Einrichtung dieser Stelle ging auf eine langjährige gesellschaftliche und politische Diskussion zurück, die unter anderem von Bürgerrechtlern, Polizei-Gewerkschaften und der Landespolitik angestoßen wurde.
In Brandenburg wurde bewusst auf eine unabhängige und konkrete Lösung gesetzt, die sowohl Bürgerinnen und Bürger als auch Polizeibeschäftigte ansprechen sollte.
Die erste Amtsinhaberin, Inka Gossmann-Reetz (SPD), nahm ihre Tätigkeit im Jahr 2023 auf und setzte sich für eine transparente und effektive Bearbeitung von Beschwerden oder Eingaben ein. Sie stellte dabei klar: „Meine langfristige Aufgabe besteht darin, wie im Gesetz vorgesehen, strukturelle Herausforderungen zu identifizieren und Empfehlungen auszusprechen. Die Verantwortung für die Entwicklung und Umsetzung von Lösungen liegt bei der Leitung der Polizei, dem Ministerium des Inneren und für Kommunales sowie dem Landesgesetzgeber. Für mich bleibt die Neutralität gegenüber allen Anliegen und Handelnden oberstes Gebot.“
Unterstützt wird sie durch ein interdisziplinäres Team aus zivilen Fachkräften.